# Weisz József (rabbi)
Weisz József, vagy Weisz Joszef Méir (?–1909) szaploncai caddik (csodarabbi). Tömegesen zarándokoltak hozzá a hívek. Kiadta és bevezetésével ellátta mesterének, a zedetsovi caddiknak Likuté Hatoró Vehásász című könyvét. Önálló homiletikus műve Imre József cím alatt jelent meg.